# نثر أغسطسي
النثر الأغسطسيّ (بالإنجليزية: Augustan prose)‏ مُبهم إلى حد ما، فتعريف «أغسطسيّ» يعتمد في المقام الأول على التغييرات في الذائقة الشعرية. على كلٍ، شهد الزمن العام الذي يمثله الأدب الأغسطسي بروز كتابة النثر باعتباره أدبًا رفيعًا. ازدهرت كتابة المقالة، الأهجوة، والحوار (الفلسفي والديني) في ذلك العصر، وبدأت الرواية الإنجليزية رحلتها الفعلية كصنفٍ فني هام. في بداية العصر الأغسطسيّ، كانت المقالة ما تزال قائمة على التقليد بالأساس، كانت الروايات قليلة تهيمن عليها الرومنسية، وكان النثر صيغة هجائية نادرة الاستخدام، لكن بحلول نهاية العصر، أصبحت المقالة طابعًا دوريًا تام التشكيل، تجاوزت الروايات الدراما بصفتها ترفيهًا ومُتنفسًا لكتاب مهمين، وشغل النثر كل وظيفة يمكن تصورها في الحوارات العامة. إنه العصر الأكثر تقديمًا لعملية الانتقال من أدب شاعري متمحور حول المجالس إلى عالم أدبي نثري لا مركزي وأكثر ديمقراطية.

## الشرط اللازم لمعرفة القراءة والكتابة
يصعب تقدير نسبة معرفة القراءة والكتابة في بدايات القرن الثامن عشر بدقة. ومع ذلك، يبدو أن نسبتها كانت أعلى بكثير مما يشير إليه معدل الالتحاق بالمدارس وأن معرفة القراءة والكتابة وجدت طريقها إلى الطبقات العاملة، بالإضافة إلى الطبقات الوسطى والعليا (تومبسون). شددت الكنائس على ضرورة قراءة كل المسيحيين للكتاب المقدس، وأُمليت تعليمات على مُلاك الأراضي توجب عليهم تعليم الخدم والعمال القراءة والكتابة وتلزمهم بقراءة الكتاب المقدس لهم جهارًا. فضلًا عن ذلك، لا يبدو أن معرفة القراءة والكتابة كانت حكرًا على الرجال، مع أن تحديد نسبة الإناث المتعلمات أمر بالغ الصعوبة. تمتعت بعض الأعمال النثرية بتداول جيد خارج نطاق المتعلمين، حتى في المناطق حيث كان العمال أميون، إذ إنها كان تُقرأ بصوت عالٍ عليهم.
بالنسبة للمتعلمين، بدأت مكتبات التداول في إنجلترا في الفترة الأغسطسية. كانت أولاها في مدينة باث عام 1725 على الأرجح، لكنها انتشرت بسرعة شديدة. اشترت المكتبات مجموعات المواعظ وكتب الأخلاق، وكانت متاحة أمام الجميع، لكنها كانت مقترنةً بمناصرة الأنثى وقراءة الرواية. فتحت مكتبات التداول أمام النساء، على وجه الخصوص، مجالًا لإشباع رغبتهن في قراءة الكتب دون مواجهة نفقات الشراء. بقدر ما كانت الكتب ما تزال تُعتبر أداة للعمل بالدرجة الأولى، أي كتاب وُجد لمجرد الترفيه كان عرضة لتهمة الرعونة. لذلك، تشهد مبيعات الروايات والترفيهيات الخفيفة على طلب شديد جدًا على هذه الكتب في واقع الأمر. 

## المقالة/ الصحافة
أصبحت «مقالات» مونتسكيو متاحةً أمام الكتّاب الإنجليزيين في القرن الثامن عشر، باللغة الفرنسية وبترجمتها، ومارست نفوذًا على عدة كتاب لاحقين، من كلا ناحيتي الشكل والمحتوى، لكن المقالة الإنجليزية تطورت بمعزل عن التراث القاري. في نهاية عهد الاستصلاح، بدأ الأدب الدوري بالرواج. وكان عبارة عن توليفات من الأخبار مع أسئلة القراء وتعليقاتهم حول المسائل الأخلاقية وأخبار النهار. وبما أن المطبوعات الدورية كانت منخفضة تكاليف الإنتاج، وتُقرأ بسرعة، ووسيلة عملية للتأثير على الرأي العام، ازدادت أعدادها بصورة هائلة بعد نجاح ذا أثينيان ميركُري (ازدهر في تسعينيات القرن السابع عشر لكن نُشر في كتاب عام 1709).
في السنوات الأولى من القرن الثامن عشر، لعبت معظم المطبوعات الدورية دور وسيلة تمكن مجموعات الأصدقاء من تقديم نظرة سياسية متسقة نسبيًا، وكانت هذه المطبوعات تحت إشراف بائع كتب. 
على كلٍ، تفوق أحد المطبوعات الدورية على كل أقرانه في المبيعات وسيطر عليها، وجاء بفلسفة جديدة كليًا في كتابة المقالة، وهو ذا سبيكتيتر، الذي كتبه جوزيف أديسون وريتشارد ستيل. بحلول عام 1711، عندما بدأ ذا سبيكتيتر، كانت هناك صناعة أدب دوري مزدهرة بالفعل في لندن، لكن ذا سبيكتيتر كان المطبوع الدوري الأكثر نجاحًا وأهمية في ذلك العصر على الإطلاق. كان يُطبع كل إصدار على ورقة من القياس الوزيري، على كلا الوجهين، مع الإعلانات في بعض الأحيان، ولم تكن تُقرأ إصداراته على امتداد لندن فحسب، بل نُقلت إلى الريف أيضًا. حتى عشرين عامًا بعد توقف نشرها، كان الناس يعدون مجموعاتهم من الإصدارات من بين أغراضهم القابلة للتوريث. كان أسلوب أديسون النثري رزينًا وهادئًا وذا رصيد مثالي من الفقرات. أما أسلوب ستيل النثري فكان أكثر مباشرةً من أسلوب أديسون، وأكثر دنيوية. طورت الصحيفة عددًا من الشخصيات ذات الأسماء المستعارة، من بينها «مستر سبيكتيتر، روجر دي كوفرلاي»، و«آيزاك بيكرستاف» (شخصية مستعارة من جوناثان سويفت). استحدث كلا الكاتبين قصصًا ليحيطا بها رواة حكاياتهما. مثلًا، جاء روجر دي كوفرلاي من فناء كوفرلاي، كانت لديه عائلة، أحب الصيد، وكان فارسًا متينًا. كان التأثير شيئًا مشابهًا للروايات المسلسلة المَرحة، ممزوجًا بتأملات في الحماقات وتأملات فلسفية.
كانت الصحيفة تتبع سياسات حزب الأحرار البريطاني بصورة عامة، لكن دون شدةٍ أو تحذلق، ولهذا كتب عدد من المحافظين البارزين «رسائل» للصحيفة (لم تكن رسائل فعلية عمومًا، بل كانت مشاركات من كتّاب ضيوف بدلًا عن ذلك). كانت بنية الجملة المسبوكة بصورة لاتينية شديدة والنظرة الفاترة للعالم (موقف المشاهد بدلًا عن المشارك) عاملان جوهريان في تطور المقالة الإنجليزية، فقد وضع أرضيةً استطاع فيها أديسون وستيل الملاحظة والتأمل في المسائل والأحداث، بدلًا عن التحامل لصالح سياسات محددة أو أشخاص (كما كانت الحالة فيما سبق، أدب دوري أكثر انخراطًا بالسياسة) ودون الحاجة للاعتماد على الترفيه الضعيف (مثل صيغة السؤال والجواب التي نجدها في ذا أثينيان ميركُري). علاوة على ذلك، سمح موقف المشاهد للكتاب والقراء باللقاء كأنداد، بدلًا عن اللقاء كفيسلوف وطالب (مثلما كانت الحالة ومونتسكيو).
كان المقهى وبيت الشوكولاتة أحد الابتكارات الثقافية في أواخر عهد الاستصلاح، حيث كان يجتمع الزبائن لشرب القهوة أو الشوكولاتة (والتي كانت مشروبًا مثل الشوكولاتة الساخنة ولم تكن محلاة). كان كل مقهى في المدينة مرتبطًا بنوع محدد من الزبائن. فضّل التجار التطهيريون مقهى لويدز، مثلًا، وأسسوا لويدز لندن هناك. جذب مقهيا بتنز وويلز الكتاب، وأصبح أديسون وستيل محور نادي كيت كات الخاص بهما وكان لهما أثر قوي في اختيار أي الكتاب يلاقي شُهرة وأيهم لا. (هجا ألكسندر بوب هذا الأمر لاحقًا، إذ إن أتيكوس كان يتصرف مثل طاغية تافه تابع لـ «مجلس شيوخ صغير» مؤلف من المتملقين.) ساعدت مقالات أديسون، وبدرجة أقل منها مقالات ستيل، في وضع الإطار الحاسم لذك العهد. كانت مقالات أديسون عن المخيلة نافذة جدًا باعتبارها تقطيرًا وإعادة صياغة للفلسفة الجمالية. كان مستر سبيكتيتر يعلق على الموضات، غطرسة النساء، إقفار المحادثات، وحماقة الشباب.
بعد نجاح ذا سبيكتيتر، ظهرت المزيد من المطبوعات الدورية السياسية التلعيقية، من بينها ذا فيغلي توري، ذا غارديان وذا أوبزرفر (يُلاحظ أن أيًا من هذه المنشورات لم يستمر حتى يومنا الحالي دون انقطاع). أنشأ إدوارد كيف أول مجلة تحظى باهتمام عام سنة 1731 وسُميت مجلة ذا جينتلمانز ماغازين. وبدأت مجلة ذا جينتلمانز كارترلي بُعيد ذلك. قدّمت بعد هذه الصحف أخبارًا أكثر من التعليق، وقدم غيرها مراجعات للأعمال الأدبية الحديثة. نشأ العديد من المطبوعات الدورية في منطقة إنز أُف كورت، التي كانت مرتبطة بأسلوب الحياة البوهيمي منذ سبعينيات القرن السابع عشر. أعاد ذا رامبلر وذا إدلر اللذين أسسهما سامويل جونسون لاحقًا خلق وضعية مستر سبيكتيتر ذاتيًا ليعطيا بذلك منصة للتأملات والفلسفة، وكذلك النقد الأدبي. 
بكل حال، أدركت الفصائل السياسية (يُذكرنا المؤرخ لويس بي. ناميير أنه لم توجد أحزاب سياسية بصورة رسمية في إنجلترا وقتها، مع أن سكان لندن كانوا يشيرون إليها كثيرًا إلى حد ما) وتحالفات السياسيين قوة الصحافة بسرعة شديدة، وبدؤوا بتمويل الصحف لنشر الشائعات. ذكرت التقارير أن وزارة روبرت هارلي (من عام 1710 - حتى عام 1714) أنفقت أكثر من 50.000 جنيه استرليني على إحداث ورشوة الصحافة. كتب السياسيون صحفًا، وكتبوا في صحفٍ، ودعموا أخرى، وكان معروفًا أن بعض المطبوعات الدورية، مثل ميستس جورنال، كانت بوقًا لحزب ما. 